# Louise du Pierry
Louise du Pierry o Dupiery, nata Elisabeth Louise Felicité Pourra de la Madeleine (La Ferté-Bernard, 30 luglio 1746 – 27 febbraio 1807) è stata un'astronoma francese, ricordata per essere stata la prima donna a dare corsi pubblici di astronomia a Parigi.

## Biografia
Nacque nel 1749 a La Ferté-Bernard, nella provincia francese del Maine, da Marie Angélique Félicité d'Hostel du Perron e Pierre André Pourrat de la Madelaine, direttore presso la Cour des aides. Nel 1770 sposò a Parigi Alexandre Colin Dupiéry, impiegato come il padre presso la Cour des aides. All'età di 33 anni, il 24 aprile 1779, incontrò Jérôme Lalande al Collège Royal e, divenuta vedova l'anno seguente, iniziò a seguirne i corsi di astronomia. Iniziò una stretta collaborazione fino a divenirne l'assistente quando Nicole-Reine Lepaute lasciò il gruppo.
Nel 1789, divenne la prima donna francese a dare un corso di astronomia aperto anche alle donne. Il corso riscosse un enorme successo, nonostante molti studenti all'inizio temessero che l'argomento sarebbe stato troppo difficile per le donne.
Collaborò con Mme Lepaute al calcolo delle effemeridi e insieme furono nominate membri dell'Académie des Sciences de Béziers nel 1791. Quello stesso anno si avvicinò alla chimica collaborando con Antoine-François de Fourcroy per la realizzazione di una tavola delle materie di circa 100 pagine.

## Opere
Pubblicò molti lavori che riguardano la raccolta di dati astronomici. Questi lavori comprendono:
- Tabelle de l'effet des réfractions, en ascension droite et en déclinaison, pour la latitude de Paris, Parigi, 1791. Questa pubblicazione riguardava la stima dell'effetto di rifrazione, la cui conoscenza era necessaria per i calcoli degli astronomi. La serie di tabelle fornisce l'entità dell'effetto di rifrazione in funzione dell'ascensione retta e della declinazione alla latitudine di Parigi.[5]
- Tabelle de la durée du jour et de la nuit, Parigi, 1792. Questa pubblicazione prevedeva la durata dei giorni e delle notti sia per usi astronomici che civili.[2]
- Calculs d'éclipses pour mieux trouver le movement de la Lune.
- Table alphabétique et analytique des matières continua nei cinque tomi del Système des connaissances chimiques de Fourcroy, Parigi, Beaudouin, 1799 (anno X della rivoluzione francese).

## Riconoscimenti
- Jerome De Lalande le dedicò il suo lavoro Astronomie des Dames (1790),[7] dove veniva lodata per il suo talento, gusto e coraggio nel campo della scienza.
- La città di Limeil-Brévannes le ha dedicato una strada nel 2014.